# Lenda da Urzelina

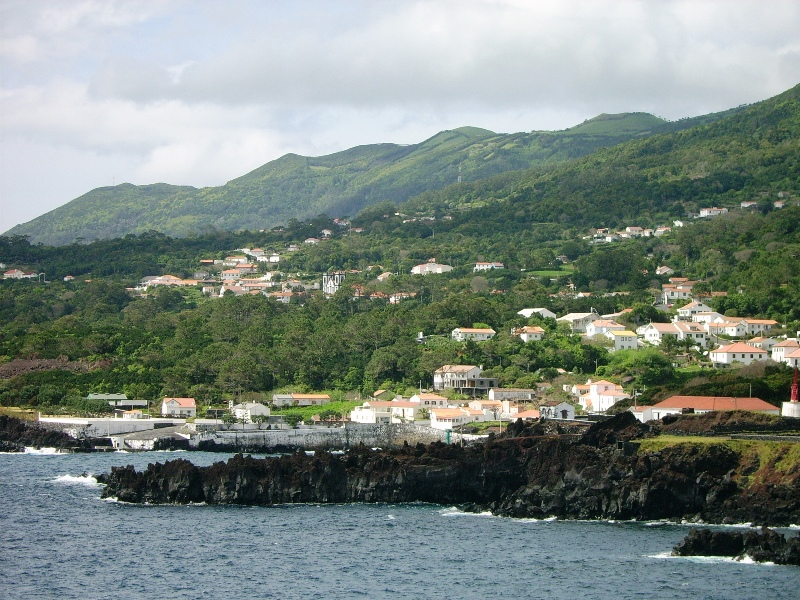
Urzelina.

A Lenda da Urzelina é uma tradição oral da ilha de São Jorge, nos Açores. Versa sobre a origem do nome da localidade de Urzelina.

## Lenda
Conta a lenda que, no cimo da grande cordilheira montanhosa que atravessa a ilha de São Jorge de lés a lés, erguia-se em tempos um grande e majestoso castelo onde vivia o belo príncipe Romualdo. Juntamente com a sua corte faustosa, entregava-se a orgias, banquetes e várias diversões sem regras ou pudor, que causavam espanto à população que trabalhava com ardor nos vales para se sustentar e à corte de Romualdo.
Como era hábito muitas vezes acontecer, pelos primeiros alvores da madrugada a trombeta real soou no cimo das torres do castelo. Ecoou através das montanhas, anunciando uma grande caçada que ira começar logo ao toque das Ave-Marias. Em frente à porta principal do castelo foram estacionadas as seges, os cavalos, e apareceram muitos criados de libré, carregados com os apetrechos destinados à caçada.
Os camponeses pobres e maltratados já tinham iniciado mais um dia de trabalho duro nos campos, quando se deu o segundo toque da trombeta. Esta ecoou na madrugada a anunciar a comitiva do príncipe que partiu a grande velocidade, rindo de alegria ao galgar os montes. Assustados com o barulho, os pombos torcazes levantaram voo em revoada, dos campos e das árvores em redor.
Lina, a amada do príncipe, cavalgava por entre os campos, as urzes e os rochedos, em perseguição dos pombos que lhes fugiam, e sem se aperceber acabou por se afastar da comitiva. Quando os caçadores deram pela falta da princesa, pararam a caçada e puseram-se à procura de Lina, mas a noite caiu e não a encontraram. Com o cair da noite voltaram ao palácio em silêncio, desanimados e tristes.
Desolado, o príncipe mandou encerrar todas as portas do castelo. Mandou parar todas as festas e diversões. Durante as noites e dias seguintes só se ouvia sua a voz soluçante que gritava: "Lina! Lina!", enquanto corria como louco esfarrapado e desgrenhado por precipícios e ravinas à procura da amada.
Depois de dias de busca, quando voltava ao seu castelo já ao fim do dia, o príncipe Romualdo viu um cavalo morto ao fundo de uma profunda ravina, que esmagava Lina com o peso do seu corpo. O príncipe desceu o precipício e lá no fundo encontrou o cadáver da sua princesa, que beijou entre lágrimas. Cortou uma trança dos seus lindos cabelos louros, apanhou um ramo de urze e aí enrolou a trança, tendo depois voltado ao seu castelo com esta memória.
Voltou desalentado, nunca mais querendo saber de festas. Com o tempo os cortesãos do castelo começaram a chamar aquela planta "Urze de Lina". Conta ainda a lenda que passado pouco tempo o príncipe acabou por morrer de desgosto. Com o passar dos anos este acontecimento apagou-se da memória dos povos e a corte do príncipe Romualdo também. Ficou apenas a sepultura da Lina completamente coberta de "Urze de Lina".
Para completar este quadro e que para não restasse memória física do acontecimento, nem sequer do castelo, Deus fez rebentar um vulcão junto aos alicerces do palácio. As correntes de lava soterraram toda a corte maldosa, destruindo tudo à volta, correndo até ao mar. Não se sabe, diz a lenda, se por homenagem à dor do príncipe que Deus castigara, ou pela tradição popular, o nome "Urze de Lina" e mais tarde por aglutinação "Urzelina" foi dado a esta povoação à beira-mar.